# Pressione venosa portale
La pressione venosa portale è la pressione sanguigna nella vena porta: è normalmente tra 5-10 mmHg. L'aumento della pressione venosa portale è definita ipertensione portale e può portare a complicanze, come ascite e encefalopatia epatica.

## Pressione capillare venosa epatica (PCVE)
La PCVE viene utilizzata per stimare la pressione venosa portale, non riflettendo la pressione venosa epatica effettiva portale, ma la pressione sinusoidale. Viene determinata incuneando un catetere in una vena epatica, quindi si rileva pressione del sangue, che riflette la pressione nei sinusoidi; la PCVE infatti sottostima leggermente la pressione portale a causa della circolazione sinusoidale in pazienti senza cirrosi, anche se la differenza è clinicamente insignificante. Nei pazienti con fegato cirrotico le comunicazione intersinusoidali sono interrotte in modo tale che l'equilibrio della pressione sinusoidale non può essere mantenuto e così la PCVE diventa una misura molto più accurata della pressione venosa portale.

## Gradiente di pressione venosa epatica (GPVE)
La GPVE è una misura clinica del gradiente di pressione tra la PCVE e le pressioni venose epatiche e quindi è una stima della differenza di pressione tra la vena porta e la vena cava inferiore. Una GPVE≥10 mmHg definisce clinicamente un'ipertensione portale e se il valore superasse i 12 mmHg potrebbero evidenziarsi delle emorragie in eventuali varici esofagee. Anche se non ampiamente dimostrato, si raccomanda di monitorarla nelle persone con malattia epatica cronica per valutare la risposta alla terapia.